# Gouvernement de Perm
1781–1923
Entités précédentes :
- Province de Perm

Entités suivantes :
- Oblast de l'Oural

Le gouvernement de Perm (en russe : Пермская губерния) est une division administrative de l’Empire russe, puis de la R.S.F.S.R., située dans l’Oural à la frontière entre l’Europe et l’Asie avec pour capitale la ville de Perm. Créé en 1781 le gouvernement exista jusqu’en 1923.

## Géographie
Le gouvernement de Perm était bordé par les gouvernements de Vologda, Tobolsk, Orenbourg, Oufa et Viatka.
Le territoire du gouvernement de Perm (dans ses frontières de 1914) est maintenant réparti entre le kraï de Perm et les oblasts de Sverdlovsk et Kourgan.

## Histoire
Le gouvernement a été créé en 1781 à partir de la province (namestnitchestvo) de Perm. En novembre 1923 le gouvernement est supprimé et son territoire intégré dans l’oblast de l'Oural.

## Subdivisions administratives
Au début du XXe siècle le gouvernement de Perm était divisé en douze ouïezds dont sept dans la partie européenne du gouvernement (Perm, Krasnooufimsk, Koungour, Ossa, Okhansk, Solikamsk et Tcherdyne) et cinq dans sa partie asiatique (Verkhotourié, Iekaterinbourg, Irbit, Kamychlov et Chadrinsk).

## Population
En 1897 la population du gouvernement était de 2 994 302 habitants, dont 90,3 % de Russes, 3,1 % de Komis, 2,9 % de Bachkires et 1,6 % de Tatares.

### Personnalités liées
- Mikhaïl Toumachev (1903 – 1973) est un général-major soviétique, participant de la Grande guerre patriotique, né dans le village de Verkh-Klioutchi.
- Lev Tauson (1917 – 1989) est un géologue soviétique, né dans la ville de Kamychlov.